# Сийкалатва
Сийкалатва (фин. Siikalatva) — община в провинции Северная Остроботния, Финляндия. Общая площадь территории — 2229,20 км², из которых 58,78 км² — вода.

## Демография
На 31 января 2011 года в общине Сийкалатва проживало 6174 человека: 3293 мужчины и 2881 женщина.
Финский язык является родным для 99,16% жителей, шведский — для 0,05%. Прочие языки являются родными для 0,79% жителей общины.
Возрастной состав населения:
- до 14 лет — 16,47%
- от 15 до 64 лет — 59,96%
- от 65 лет — 23,65%

Изменение численности населения по годам:
| Год  | Численность |
| ---- | ----------- |
| 1980 | 8258        |
| 1990 | 7864        |
| 2000 | 7146        |
| 2010 | 6179        |
| 2011 | 6174        |